# Nephargynnis ugandicus
Nephargynnis ugandicus är en fjärilsart som beskrevs av Van Someren 1972. Nephargynnis ugandicus ingår i släktet Nephargynnis och familjen praktfjärilar. Inga underarter finns listade i Catalogue of Life.